# Tsai Ing-wen
Tsai Ing-wen (en xinès tradicional, 蔡英文; pinyin, Cài Yīngwén; Wade-Giles, Ts'ai Ing-wen; Taipei, 31 d'agost de 1956) és una política, advocada i professora taiwanesa.
Des del 20 de maig de 2016, és presidenta de la República de la Xina (Taiwan). Va ser presidenta del Partit Democràtic Progressista i líder de la coalició pan-verda des del 2008 fins al 2012. Ha estat ministra d'Assumptes Continentals en el període 2000-2004 i viceprimera ministra de la República de la Xina del 2006 al 2007.

## Inicis
Va néixer en una família humil d'origen hakka i aborigen taiwanès a Taipei l'any 1956. Es va graduar al Col·legi de Dret a la Universitat Nacional de Taiwan el 1978, va obtenir un màster en Ciències Legals a l'Escola de Dret de la Universitat de Cornell el 1980 i després un doctorat de l'Escola d'Economia i Ciència Política de Londres el 1984. Després del seu retorn a Taiwan, va ensenyar dret a la Universitat de Soochow i a la Universitat Nacional de Chengchi; totes dues a la ciutat de Taipei.
Va treballar en diverses oficines governamentals com la Comissió de Comerç Legal, la Comissió de Drets d'Autor i membre del Consell de Seguretat Nacional.
L'any 2000, Tsai va rebre el càrrec de ministra d'Afers Continentals del govern de Chen Shui-bian com a independent. El 2004 s'afilià al Partit Democràtic Progressista (confirmà de manera oficial les seves simpaties per les ideologies de la coalició pan-verda). Aquell any va postular pel seu partit per a les eleccions legislatives del mateix any i va ser elegida parlamentària, on va treballar com a presidenta de la Comissió de Protecció al Consumidor. El 26 de gener del 2006, Tsai va ser elegida vicepresidenta del parlament de la República de la Xina (càrrec equivalent al de viceprimera ministra).

## Presidència del Partit Democràtic Progressista
L'any 2008, després de la derrota del seu partit en les eleccions presidencials a les mans del Kuomintang i la coalició pan-blava (el líder Ma Ying-jeou es va convertir en president del país), Chen renuncià a la presidència del partit. Tsai va ser electa nova líder el 19 de maig d'aquell any i el reemplaçà en la coalició pan-verda.
Tsai va assumir el càrrec el 20 de maig de 2008, el mateix dia que Ma Ying-jeou va ser investit com a president. Va criticar Ma per apostar per relacions més properes amb la República Popular de la Xina, que perjudiquessin la sobirania i la seguretat nacional de Taiwan.
Tsai va qüestionar la posició de Ma sobre l'estatus de Taiwan. Ma va emfatitzar la importància del Consens de 1992 i va titllar Tsai d'extremista. Tsai va criticar el govern de Ma per no respondre les seves preguntes i no pactar una conversa; no obstant això després va participar en un debat televisat contra Ma. Mentre que aquest proposava un acord amb la República Popular (la qual cosa augmentaria les exportacions taiwaneses i disminuiria la desocupació a l'illa), Tsai va afirmar que l'acord forçaria al país a obrir-se al mercat xinès i afectaria greument a la sobirania de la República.
El 2010 Tsai va ser confirmada en el càrrec mitjançant una votació. Aquell mateix any va fer una declaració controvertida assenyalant que «la República de la Xina era un govern a l'exili aliè a Taiwan»; no obstant això, després es va retractar pel que va dir.
Durant el cicle d'eleccions presidencials del 2012, Tsai va dir que no estava d'acord amb el Consens de 1992 com a base per a les negociacions entre Taiwan i la Xina continental, que aquest consens només va servir per reforçar el "Principi d'una Xina" i que "no existeix tal consens", perquè la majoria del taiwanesos no necessàriament estan d'acord amb aquest consens. Ella creia que haurien de celebrar-se àmplies consultes en tots els nivells de la societat taiwanesa per decidir les bases sobre les quals avançar en les negociacions amb Pequín, conegut com el "consens de Taiwan". Durant el cicle d'eleccions de 2016, Tsai va ser notablement més moderada, la qual cosa fa que "mantenir l'statu quo" sigui la peça central de la política del partit. Va prometre treballar dins del marc de govern de la República de la Xina, a més de preservar el progrés realitzat en les relacions a través de l'estret per governs anteriors, alhora que preserva la "llibertat i la democràcia" per als residents de Taiwan.

## Candidatures a la presidència
Va ser la principal candidata de l'oposició en les disputades eleccions presidencials del 14 de gener de 2012 (Tsai era la primera candidata dona en la història de les eleccions presidencials taiwaneses), on va rebre el 45,6 % dels vots, enfront del 51,6 % del president Ma Ying-jeou, que cercava la reelecció. Tsai va reconèixer la seva derrota el mateix dia a la nit i va desitjar sort al president Ma per al seu segon govern.

## Presidència
Taiwan va triar el 16 de gener de 2016 a Tsai Ing-wen com la seva primera presidenta dona, al costat de Chien-Jen Chen, després de concedir-li al seu partit, l'independentista, Partit Democràtic Progressista, la seva primera majoria en la legislatura nacional.
L'11 de gener del 2020, revalidà el càrrec a les eleccions generals, en què va rebre el 57% dels vots.